# Acetylcystein
Acetylcystein, også kendt som n-acetylcystein (NAC) er en farmakologisk agent brugt som mukolytikum (slimopløsende) og i behandling af paracetamoloverdose. Det findes under handelsnavnene Mucomyst (Bristol-Myers Squibb), Mucolysin (Sandoz) og Acetylcystein SAD.

## Dosering
Acetylcystein findes i to doseringsformer:
- Brusetabletter og depottabletter (Mucomyst, Mucolysin) mod slimet hoste
- Intravenøs opløsning (Acetylcystein SAD) til behandling af paracetamoloverdose

## Kemi
Acetylcystein er n-acetylderivativet af aminosyren cystein, og er en precursor til antioxidanten gluthathion. Thiol (sulfhydryl)-gruppen udviser antioxiderende aktivitet og er i stand til at reducere frie radikaler.

## Klinisk brug

### Mukolytisk terapi
Acetylcystein er en vigtig adjuvant i behandlingen af sygdomme med for megen slimproduktion, hvor slimen er tyk. Disse tilstande inkluderer lungeemfysem, bronkitis, tuberkulose og lungebetændelse, samt almindelig forkølelse. 
Acetylcystein splitter disulfid-bindinger som forbinder proteiner i slim.

### Paracetamoloverdose
Intravenøs acetylcystein er indikeret i behandlingen af paracetamoloverdose. Oral acetylcystein til dette formål er ualmindelig, da det tolereres dårligt i de høje doser, der kræves (pga. dårlig oral biotilgængelighed), og da det har en ubehagelig smag samt fremprovokerer kvalme.
Mod paracetamolforgiftning virker acetylcystein ved at forstærke gluthathion-reserverne, som nedbrydes af giftige paracetamolmetabolitter.  Desuden binder acetylcystein sig også direkte til disse metabolitter. Dette reducerer mængden af leverskade, en paracetamoloverdose fremprovokerer.

## Andre anvendelser
- Mod tømmermænd, da det angiveligt nedbryder acetaldehyd
- Acetylcystein sænker muligvis dødeligheden af influenza (påvist i dyrestudier)